# Bob Chilcott
Robert Chilcott, detto Bob (Plymouth, 9 aprile 1955), è un compositore, direttore di coro e cantante britannico.

## Biografia
Chilcott ha cantato nel coro del King's College London sia come voce bianca che da tenore, durante gli studi universitari. In una registrazione del 1967 del Requiem di Gabriel Fauré, sotto la direzione di David Willcocks ha cantato la parte del soprano solista nel Pie Jesu. Nel 1985 Si è unito ai King's Singers con i quali ha cantato da tenore per 12 anni. Dal 1997 compone a tempo pieno.
Chilcott è stato direttore del coro del Royal College of Music di Londra per sette anni, ed è Principal Guest Conductor dei BBC Singers. È anche presidente del Southend Boys' Choir, un rinomato coro di voci bianche con sede a Southend-on-Sea che si esibisce regolarmente sui palchi più importanti di Londra, come la Royal Albert Hall.
Chilcott è molto conosciuto per le sue composizioni per cori di voci bianche, tra le quali Can You hear me?, che ha diretto in diversi Paesi (Stati Uniti d'America, Canada, Australia, Giappone, Estonia, Lituania, Germania e Repubblica Ceca).
È legato al New Orleans Children’s Chorus e al Crescent City Festival di New Orleans, per il quale ha composto i brani A Little Jazz Mass, Happy Land, This Day, Be Simple Little Children e I Lift My Eyes.
Chilcott ha scritto This Day, una serie di cinque poemi, per il festival corale che si sarebbe dovuto tenere a New Orleans nel 2006; il festival fu cancellato a causa dell'Uragano Katrina. L'Opera è stata poi eseguita per la prima volta il 25 giugno 2007 nella Cattedrale di St. Louis a New Orleans, cantata da 210 coristi provenienti da tutti gli Stati Uniti d'America.
La sua cantata per coro e percussioni The Making of the Drum è stata eseguita dai BBC Singers, dal New Zealand Youth Choir, dal World Youth Choir (sotto la sua direzione), dal Chamber Choir of Europe e dai Taipei Chamber Singers.
Le maggiori opere sacre di Chilcott sono Canticles of Light e Jubilate. Gli Addison Singers hanno eseguito alla Carnegie Hall di Londra Canticles of Light nel 2004 e Jubilate nel 2005. Nel 2008, Oxford University Press ha pubblicato il suo brano Aesop's Fables per coro (SATB) e pianoforte.
Il suo Requiem è stato eseguito per la prima volta il 13 marzo 2010 allo Sheldonian di Oxford dall'Oxford Bach Choir e dalla Royal Philharmonic Orchestra, diretta da Nicholas Cleobury. Chilcott ha diretto la prima del suo brano On Christmas Night il 12 dicembre 2010 nella University Christian Church di Austin, Texas; il pezzo fu poi eseguito per la prima volta in Inghilterra il 28 novembre 2011 dagli Arnold Singers diretti da Richard Dunster-Sigtermans nella scuola di Rugby, e in Scozia  il 14 dicembre 2011 dai Dollar Academy Combined School Choirs nella Usher Hall di Edimburgo.
La sua composizione St. John's Passion (Passione secondo Giovanni) è stata eseguita per la prima volta nel 2013 dal Wells Cathedral Choir in 2013. Segue l'impianto utilizzato da Bach, con l'Evangelista (tenore) che narra il succedersi degli eventi nel recitativo, inframmezzato da interventi del coro (la folla), da Pilato e da Gesù, oltre che da corali e momenti di riflessione cantati dal coro. Molti dei corali si basano su inni famosi.
Nel 2016 a Eugene, Oregon, è stato eseguito per la prima volta il suo pezzo Ophelia, Caliban, and Miranda. Chilcott ha diretto il Coro del festival e gli Yellowjackets, che suonavano la parte strumentale.